# چیسمویل (آرکانزاس)
چیسمویل (به انگلیسی: Chismville) یک منطقهٔ مسکونی در ایالات متحده آمریکا است که در شهرستان لوگان، آرکانزاس واقع شده‌است. چیسمویل ۱۵۲ متر بالاتر از سطح دریا واقع شده‌است.